# آناتولی لیادوف
آناتولی کنتسانتینوویچ لیادوف (روسی: Анато́лий Константи́нович Ля́дов؛ ۱۲ مه ۱۸۵۵–۲۸ اوت ۱۹۱۴) یک آهنگساز، رهبر ارکستر، و مدرس برجستهٔ موسیقی اهل امپراتوری روسیه بود.
وی دانش‌آموختهٔ کنسرواتوار سن پترزبورگ بود و بعدها خودش مدرسِ موسیقی در این مرکز آموزشی شد و شاگردان فراوانی را تربیت کرد که از آن جمله می‌توان به سرگئی پروکفیف و نیکولای میاسکوفسکی اشاره کرد.

## معلم موسیقی
او از سال ۱۸۷۸ در کنسرواتوار سن پترزبورگ تدریس می‌کرد و از جمله شاگردانش می‌توان به سرگئی پروکفیف، نیکولای میاسکوفسکی، میخائیل گنیسین، لازار سامینسکی، لیوبوف اشتریخر و بوریس آسافیف اشاره کرد. همان‌طور که با شخصیتش سازگار بود، معلمی نامنظم اما گاه درخشان بود. نیکلای مالکو، رهبر ارکستر که در کنسرواتوار نزد او هارمونی می‌آموخت، نوشته است:
«نقدهای لیادوف همیشه دقیق، روشن، قابل‌فهم، سازنده و مختصر بود... و همه این‌ها با تنبلی، بی‌عجله، گاهی با نوعی بی‌اعتنایی انجام می‌شد. او ممکن بود ناگهان وسط جمله‌ای توقف کند، قیچی کوچکی از جیبش درآورد و مشغول کوتاه کردن یا مرتب کردن ناخن‌هایش شود، در حالی که همه‌ی ما منتظر می‌ماندیم.»
ایگور استراوینسکی گفته است که لیادوف همان‌قدر که با شاگردانش سخت‌گیر بود، با خودش هم همین‌طور بود؛ با دقت فراوان می‌نوشت و توجه وسواسی به جزئیات داشت. پروکفیف به یاد می‌آورد که حتی معصومانه‌ترین نوآوری‌های موسیقی، لیادوف محافظه‌کار را دیوانه می‌کرد.
«دست‌هایش را در جیب‌هایش فرو می‌کرد و کفش‌های پشمی نرم و بدون پاشنه‌اش را به پا می‌کرد و می‌گفت: نمی‌فهمم چرا با من درس می‌خوانی. برو پیش ریشارد اشتراوس. برو پیش کلود دبوسی.'این را با لحنی می‌گفت که یعنی برو به جهنم!'»
با این حال، لیادوف درباره سرگئی پروکفیف به آشنایانش گفته بود: «من موظفم او را آموزش دهم. او باید تکنیک و سبک خود را شکل دهد — ابتدا در موسیقی پیانو.»
در سال ۱۹۰۵، او در اعتراض به اخراج نیکلای ریمسکی-کورساکف از سمتش استعفا داد، اما پس از بازگشت نیکلای ریمسکی-کورساکف دوباره به کار بازگشت.